# Станислав Черчесов
Станислав Саламович Черчесов е бивш руски футболист – вратар и футболен треньор. Той държи рекорда за най-малко допуснати голове на мач в РФПЛ (0,615 гола на мач). Също така е и най-възрастният футболист, играл някога за националния тим на Русия – на 36 години и 174 дни, когато пази срещу отбора на Израел.

## Клубна кариера
Кариерата му започва в Алания, след това отива в Спартак Москва, но там е резерва на Ринат Дасаев и е продаден на ФК Локомотив Москва. Там той прави страхотен сезон и се завръща в Спартак. Вторият му период в Спартак е доста по-успешен. Черчесов успява да се наложи и през 1993 е закупен от Динамо Дрезден, като става титулярен вратар на отбора. След като Динамо изпада, Станислав отново играе за Спартак. През 1996 подписва с австрийския ФК Тирол (Инсбрук). Става важна част от тима, като е с основен принос за 3-те поредни титли на Тирол – 2000, 2001, 2002. През 2002 Тирол обаче фалира и Черчесов играе отново за Спартак – само половин година, след което се отказва от футбола.

## Треньорка кариера
За кратко Черчесов поема австрийският Кувщайн, след което 2 години е начело на Вакер-Тирол, наследник на ФК Тирол. От 2007 до 2008 е начело на ФК Спартак Москва. След загубата с 5 – 1 от вечния враг – ЦСКА Москва, Черчесов гони от първия тим трима от основните играчи на отбора – Егор Титов, Моцарт Сантос и Максим Калиниченко. И тримата напускат отбора. На 13 август Спартак отново е разгромен – този път от Динамо Киев с 4 на 1 насред Лужники. След този разгром Черчесов подава оставка. През декември 2010 е назначен за треньор на Жемчужина. От края на септември 2011 е треньор на Терек. От 2013 е треньор на Амкар Перм. От 9 април 2014 до 13 юли 2015 г. е треньор на Динамо Москва. От 6 октомври 2015 г. до 3 юни 2016 г. е треньор на полския Легия Варшава.

## Успехи

### Като футболист
- Шампион на СССР – 1987, 1989
- Шампион на Русия – 1992, 1993
- Купа на СССР – 1991/92
- Купа на ОНД – 1993
- Шампион на Австрия – 1999/00, 2000/01, 2001/02

### Като треньор
- Шампион на Полша (1): 2015/16.
- Купа на Полша (1): 2015/16.
- Четвъртфинал на Световно първенство по футбол 2018

## Индивидуални
- Вратар на годината в СССР/Русия – 1989, 1990, 1992
- Второ място в класацията за футболист на годината в СССР – 1989
- Вратар на годината в Русия в класацията на Спорт Експрес – 1992